# Кантонская Википедия
Канто́нская Википе́дия (кит. 粵文維基百科) — раздел Википедии на кантонском диалекте китайского языка. Официально стартовал 25 марта 2006 года.

## История
Создание раздела на кантонском диалекте обсуждалось с 2004 года. Проект был создан  25 марта 2006 года ещё до его официального утверждения.
Начиная с небольшого сообщества, в кантонском разделе сформировался консенсус следовать по умолчанию политикам, руководящим принципам и обычаям английской Википедии. Этот консенсус обеспечил стабильность в разделе и позволил сосредоточиться на содержании, а не на спорах о правилах.
26 января 2009 года была написана десятитысячная статья. 30 декабря 2016 года количество статей достигло 50 тысяч.

## Наименование

### Перевод слова «Википедия»
Кантонское название Википедии было принято в апреле 2006 года после голосования. Аналогично существующей китайской Википедии, название кантонской Википедии (иер. трад. 維基百科, упр. 维基百科, ютпхин: wai4 gei1 baak3 fo1) означает «Энциклопедия Вики». Китайская транскрипция «Вики» состоит из двух символов: 維 / 维, чей древний смысл относится к «канатам или сетям, соединяющим объекты», и является отсылкой к интернету; и 基, что означает «основы здания» или «фундаментальные аспекты вещей в целом». Таким образом, название можно интерпретировать как «энциклопедию, которая связывает фундаментальные знания человечества».

### Код ISO
На момент создания раздела не было кода ISO для кантонского диалекта (он появился только с принятием стандарта ISO 639-3 в 2007 году). Вследствие этого явочным порядком в качестве имени домена было выбрано zh-yue. Однако некоторым не понравилась такое решение, поскольку юэ — название кантонского диалекта на путунхуа, в то время как самоназвание кантонского диалекта — ютъю. Предлагалось образовать буквенный код и от англоязычного названия данного диалекта — cantonese, но zh-yue был выбран в качестве окончательного имени домена.
В настоящее время код ISO для кантонского диалекта — yue. Использование кода ISO вместо zh-yue было представлено в качестве предложения в «Фонд Викимедиа», но пока не было предпринято никаких действий для реализации этого изменения.

### Самоназвания
Существуют различные нативные названия кантонского диалекта: Gwóng jāu wá (廣州話), Gwóng fú wá (廣府話), Gwóng dūng wá (廣東話) и Yuht yúh (粵語). Таким образом, для обозначения кантонской википедии используют четыре названия: 廣州話維基百科, 廣府話維基百科, 廣東話維基百科 и 粵語維基百科.

## Современное состояние
Кантонский язык распространён в южных провинциях Гуандун и Гуанси, а также в Гонконге и Макао, где он является одним из официальных языков. Поскольку Гонконг владеет крупнейшими письменными кантонскими активами и не имеет жёсткой интернет-цензуры, большинство его редакторов — гонконгцы. Значительное число говорящих на кантонском диалекте живут во Вьетнаме, Таиланде, Сингапуре, Малайзии, Индонезии, Австралии, Канаде, США и Великобритании.
По состоянию на 18 июля 2025 года кантонская Википедия содержит 145 538 статей (общее число страниц — 328 064); в ней зарегистрировано 299 247 участников, 11 из них имеют статус администратора; 1004 участника совершили какие-либо действия за последние 30 дней; общее число правок за время существования раздела составляет 2 292 221.
Существует две системы письменности для кантонского диалекта: традиционная и упрощённая. Кантонская Википедия использует традиционную письменность в том виде, в каком она принята в Гонконге и Макао. Некоторые специфические кантонские символы могут быть написаны только на традиционном китайском языке. Упрощённые символы преобразуются в традиционные вручную. Для тех, кто использует упрощённое письмо, для просмотра содержимого предоставляется онлайн-конвертер на упрощённый китайский.